# Erich Pasche
Erich Pasche (1963) es un botánico, y curador alemán, en la Universidad de Kassel: poseyendo colecciones especialmente de Turquía. Es especialista en el género Crocus.

## Algunas publicaciones

### Libros
- 2001. Gartenführer: ein Führer durch die Freilandanlagen des Botanischen Gartens Wuppertal ; 110 Jahre Botanischer GArten Wuppertal (Guía del Jardín: una guía para el terreno abierto del Jardín Botánico de Wuppertal, Wuppertal Jardín Botánico 110 años). 51 pp.

## Eponimia
- (Colchicaceae) Colchicum paschei K.Perss.[2]
- (Iridaceae) Crocus paschei Kernd.[3]
- (Papaveraceae) Corydalis paschei Lidén[4]